# Прашина (филм)
Прашина је македонски филм из 2001. године, режисера Милча Манчевског. Главне улоге играју Џозеф Фајнес, Дејвид Венам, Адриан Лестер, Ен Броше и Николина Кујача, а музику је компоновао познати македонски музичар Кирил Џајковски.

## Синопсис
Прашина истовремено говори о двије приче, у времену од почетка 20. вијека па све до америчког савременог културног момента. Филм започиње на америчком западу, гдје се два брата заљубљују у исту жену. Лилит одабира млађег Елаја, а Лук одлази у Европу гдје га његови демони доводе у Македонију.
Филм је прича о љубави, али и о мржњи која доводи до фаталног завршетка главних ликова.